# Bujoru
Bujoru is een Roemeense gemeente in het district Teleorman.
Bujoru telt 1767 inwoners.